# Delphyre arpi
Delphyre arpi là một loài bướm đêm thuộc phân họ Arctiinae, họ Erebidae.